# Naturvetarspexet
Naturvetarspexet är en sektion inom den Naturvetenskapliga Föreningen (NF) vid Stockholms universitet. Naturvetarspexet har satt upp spex någorlunda regelbundet halvannat år sedan 1913. Detta gör Naturvetarspexet till det äldsta spexet vid Stockholms universitet och är sedan 2019 det enda aktiva spexet vid universitetet.

## Historik
År 1913 tog naturvetarna upp spextraditionen vid Stockholms universitet (dåvarande Stockholms Högskola). Först året därefter, 1914, blev själva Naturvetenskapliga Föreningen till.  Sedan det första bekräftade Naturvetarspexet, Opp och Hoppa, sattes upp år 1913 har en lång rad Naturvetarspex satts upp, mer eller mindre årligen. Under mitten av 1970-talet hade dock Naturvetarspexet ett längre uppehåll tills Henrik Mickos blåste nytt liv i traditionen.
Genom åren har spexet förändrats, men "kärnan finnes frisk dock kvar". 
Naturvetarspexet gör inte anspråk på att visa historien som den beskrivs i historieböckerna.  Dagens spex presenterar en lekfull föreställning på rim med både kvinnor och män på scen, men företrädesvis i ombytta roller. Omstarter på sånger bjuder inte sällan på en lång sekvens med helt olika melodier. Spexet har ofta lånat in medlemmar från naturvetarkören, Quackapella. Vissa uppsättningar har gått på turné till Naturvetenskapliga föreningens vänförening Spektrum rf i Helsingfors.

## Tidigare uppsättningar
| År          | Spextitel                                      | Manuschef        | Regissör                        | Spexmästare         | Datum                                                         | Kommentar |
| ----------- | ---------------------------------------------- | ---------------- | ------------------------------- | ------------------- | ------------------------------------------------------------- | --- |
| 2024        | Brilljant Fantasy                              | Emilia Sjögren   | Joel Persson                    | Therese Lindblom    | 22-24 november                                                | eller ett knäbrytande spex, eller backstab crit damage är alltid lösningen, eller stickar bäst som stickar sist, eller en n00b och tre elaka barn, eller ett fantasystiskt spex, eller fyra muffins är fler än tre kidz eller kan JAG vara bagare? |
| 2023        | Andreas Expedition                             | Emilia Sjögren   |                                 | Joel Persson        | 1 oktober                                                     | |
| 2022        | Mary Anning                                    | Emilia Sjögren   |                                 | Joel Persson        | 27-29 maj                                                     | |
| 2019        | Spexkavalkad                                   |                  |                                 | Eleonora Olanders   |                                                               | Kavalkad med scener från tidigare spex. Spelades aldrig upp offentligt. |
| 2019        | Sonja Kovalevsky                               |                  |                                 | Ludvig Lindström    | 16-19 maj                                                     | Spexet Sonja Kovalevsky handlar om den unga begåvade matematikern Sonja, som med sin syster flyr Tsarens Ryssland för att få doktorera – för hur svårt kan det vara egentligen? Väl i Sverige visar sig vägen dit betydligt mer krokig än vad de trodde, med en konservativ Vetenskapsakademi, bakåtsträvande tidningsredaktioner, och andra svårigheter. De låter dock inte dessa prövningar stoppa dem, utan kämpar sig fram och under vägen möter de de svenska kulturprofilerna Selma Lagerlöf och August Strindberg, samt en Ordförande utan makt, en melankolisk fästman, och en bartender. Den helt fullkomligt sanna historien om hur Sonja Kovalevsky, Europas första kvinnliga professor, doktorerade vid Stockholms universitet! |
| 2018        | Darwin                                         | Olov Hammarström | Camilo Bravo                    | Erika Knutsson      | 3-6 maj, omstart 12 september                                 | Charles Darwin är en mycket uppskattad präst i hemlandet England, men det är något som inte riktigt stämmer med den gängse förklaringen till livets uppkomst. Darwin beslutar sig för att lämna sitt trygga liv och segla till fjärran land med sin bästa vän, John Stevens Henslow, för att leta efter ledtrådar ombord på segelskutan Beagle som kommenderas av den kompetente kapten Robert FitzRoy. Samtidigt så bestämmer sig kyrkan för att skicka sin skickligaste medarbetare, Alfred Russel Wallace, för att spionera på Charles och Henslow och bekräfta att han förhåller sig till sin kristna tro. På sin resa genom haven så stöter Charles & Co. på piraterna, Emma Wedgewood, Mary Read och Anne Bonny som visar vem som egentligen styr över haven. Darwin evolutionära idéer uppskattas inte av alla och det blir en kamp om överlevnad för att visa världen om arternas uppkomst. |
| 2016        | Kardinalfelet                                  | Ludvig Lindström | John Sass, Helena Hedkvist      | Jessica Thorell     | 5-8 oktober, omstart 6 september                              | eller Spexet på V. Påven är gravid och ska gå på papaledighet; ett påveval har därmed utlysts. Tre karismatiska personer försöker övertyga treenigheten om vem som ska bli påve och anlitar Svarta Döden för att undanröja motståndet. Modern, Dottern och den heliga Anden har dock vitt skilda åsikter om vem som är den rättmätiga besittaren av den heliga stolen. Dotterns mamma Maria lyckas ena folket med sitt utterst oemotståndliga kuttersmycke Martin L Utter. |
| 2015        | Troja                                          | Wilmer Kääntä    | Emma Björkegren, Tobias Nilsson | Tomas Bylund        | 15-18 april, omstart 11 september                             | eller häst mot folkgrupp. Spexet handlar om den oduglige kung Menelaos och hans krigiska lillasyster Agamemnon. När Menelaos fru Helena rymmer med sin älskare Paris till Troja för att festa tvingar Menelaos mamma honom att jaga efter med krigiska intentioner. Agamemnon samlar sina egna krigare (och skvallerpressens egen Homeros) och följer efter för att styra upp kriget. |
| Hösten 2014 | Spexkavalkad                                   |                  |                                 |                     |                                                               | |
| Våren 2014  | Spexkavalkad                                   |                  |                                 |                     |                                                               | |
| 2013        | Noir                                           | Tomas Bylund     | Sara Nilsson, Sigrid Wihman     | Erik Tengstrand     | 5, 11-13 december                                             | eller svart på franska. Detta är Naturvetarspexets 100-årsjubileum. Spexet handlar om den hårdkokte detektiven Scott Noir och dennes kamp för rättvisan i en extremt korruperad stad. Mafiosos och Famme Fataler är bara två av figurerna i denna mörka historia. |
| 2012        | Dracula                                        |                  | John Sass, Sara Nilsson         | Hannah Granlund     | 29 februari - 3 mars                                          | eller ryktet om min död är betydligt överdrivet. Forskaren Dracula vill bara forska på söta små djur och uppfinna hamstrar som blandar drinkar, men hans blodtörstiga farbror hotar att ta riket ifrån honom om hand inte börjar forska på Vampyrer. Med hjälp av den torra och tråkiga advokaten J. Harker och dennes förtjusande fästmö (och Draculas kärleks intresse) Mina bär färden mot London för detta. |
| 2010        | Ludwig II                                      |                  | Örjan Wennbom                   | Adam Dingwell       | 13-17 november                                                | eller en massa sagoväsen om ingenting |
| 2009        | Tesla                                          |                  | Olga Bessidskaia Tomas Bylund   | Petter Nordqvist    | 4-8 april                                                     | eller weber per kvadratmeter, eller newtonsekund per coulombmeter, eller kilogram per amperesekundkvadrat |
| 2008        | Karin Månsdotter                               |                  | Simon Molander                  | Maria Tham          | 5-9 februari                                                  | |
| 2006        | Spökena på Canterville                         |                  | Kajsa Carlsson                  | Ylva Berry          | 7-12 mars                                                     | Antalet aktiva var ca 40 och produktionen sågs av runt 500 personer. |
| 2004        | Ostindiska Kompaniet                           |                  | Benita Sjögren                  | Helena Högberg      | ?                                                             | Om hur Ostindiska Kompaniet bildades och den livliga kommersen i det brittiska imperiet under 1700-talet. Ca 30 aktiva spexare. Sågs av ungefär 500 personer. |
| 2003        | Gustav Vasa                                    |                  | Dan Sjöstrand                   | Susanne Hedrén      | ?                                                             | Slaget vid Brännkyrka, Stockholms blodbad och Gustav Vasas flykt på skidor genom Dalarna. |
| 2001        | Edison                                         |                  | Gunnar Thorsén                  | Dan Sjöstrand       | ?                                                             | En analys av den briljante uppfinnaren Thomas Alva Edisons liv och leverne. |
| 2000        | En asabra Saga                                 |                  | Anna-Lena Engström              | Martin Isaeus       | ?                                                             | En asabra odyssé genom grekisk och fornnordisk mytologi. |
| 1998        | Dr.Livingstone                                 |                  | Magnus Johansson                | Annika Källman      | ?                                                             | - |
| 1997        | Que?Ops!                                       |                  | ?                               | Ann-Marie Ciupitu   | ?                                                             | - |
| 1996        | Rampfeber                                      |                  | ?                               | Ylva Lindersson     | ?                                                             | - |
| 1995        | Aladdin                                        |                  | ?                               | Cecilia Lövdahl     | ?                                                             | - |
| 1994        | Celsius                                        |                  | Patriq Fagerstedt               | Mattias Hartikainen | 17-23 april                                                   | Det längsta och rent objektivt kanske det bästa naturvetarspexet någonsin. "eller varför bönder bär keps", pris 70:- |
| 1994        | De tre muskatellerna                           |                  | ?                               | ?                   | ?                                                             | Jubileumsspex producerat utanför NF-spexet men av gamla NF-spexare och i samarbete med gamla HumF-spexare. |
| 1993        | Du Ellen                                       |                  | Veronica Johansson              | Pontus Stenström    | April, typ                                                    | Vilda Western spex med Lucky Luke (med skugga) i tre akter med ca 60 aktiva spexare, 4 (riktiga...) föreställningar, omsättning 43', överskott (=vinst?) 4'. |
| 1992        | Oskar, den andra                               |                  | Jonas Mölsä                     | Peter Hasselbom     | ?                                                             | - |
| 1991        | Gandhi                                         |                  | Leif Eriksson                   | Anna Moll           | ?                                                             | - |
| 1990        | Inka-Maja                                      |                  | Henrik Mickos                   | Jens Schneider      | ?                                                             | - |
| 1989        | Den fule, den halte, den lytte                 |                  | ?                               | Annika Rüffel       | ?                                                             | - |
| 1989        | Romeo och Julia                                |                  | ?                               | ?                   | ?                                                             | Jubileumsspex producerat utanför NF-spexet men av gamla NF-spexare och i samarbete med gamla HumF-spexare. |
| 1988        | Gudmodern                                      |                  | ?                               | Martin de Ron       | ?                                                             | - |
| 1987        | Karl X                                         |                  | ?                               | Leif Eriksson       | ?                                                             | - |
| 1986        | Claudius                                       |                  | ?                               | Erik Westman        | ?                                                             | - |
| 1985        | Den keliga Birgitta                            |                  | ?                               | Patrik Dinnetz      | ?                                                             | - |
| 1984        | Han II                                         |                  | ?                               | Henrik Mickos       | ?                                                             | - |
| 1983        | Gallileo Gallilei                              |                  | ?                               | Håkan Ottosson      | ?                                                             | Håkan Ottosson bar titeln "ordförande". |
| 1975        | Julius Caesar                                  |                  | ?                               | ?                   | 13 december                                                   | Tillsammans med Humanistiska Föreningen (HumF). |
| 1974        | Adam och Eva                                   |                  | ?                               | ?                   | 13 december                                                   | - |
| 1974        | Spexkavalkad                                   |                  | ?                               | ?                   | 1 mars                                                        | - |
| 1973        | Kristian II                                    |                  | ?                               | ?                   | 13 december                                                   | - |
| 1972        | Askungen                                       |                  | ?                               | ?                   | 13 december, omstart 23 mars, 7 april 1973                    | - |
| 1971        | Napoleon                                       |                  | ?                               | ?                   | 13 december, omstart 10 mars, 28 april 1972, 24 november 1973 | - |
| 1970        | Kristina                                       |                  | ?                               | ?                   | 13 december, omstart 20 mars, 28 april 1971                   | - |
| 1969        | Columbus                                       |                  | ?                               | ?                   | 13 december, omstart 2 maj 1970                               | Tillsammans med Medicinska Föreningen (MF). |
| 1968        | Nero                                           |                  | ?                               | ?                   | 13 december                                                   | Tillsammans med Medicinska Föreningen (MF). |
| 1967        | Riddarne kring det runda bordet                |                  | ?                               | ?                   | 13 december                                                   | - |
| 1966        | Ragnarök                                       |                  | ?                               | ?                   | 13 december, 20 december                                      | - |
| 1965        | S:t Göran och Drakulla                         |                  | ?                               | ?                   | 13 december                                                   | - |
| 1964        | Hormonen på tronen                             |                  | ?                               | ?                   | 13 december                                                   | - |
| 1964        | Den keliga Birgitta                            |                  | ?                               | ?                   | mars                                                          | - |
| 1963        | En tröst i dimman                              |                  | ?                               | ?                   | 13 december                                                   | - |
| 1962        | Archimedes i badet                             |                  | ?                               | ?                   | 13 december                                                   | - |
| 1961        | Törs Tor                                       |                  | ?                               | ?                   | 13 december                                                   | - |
| 1960        | The practical Duke                             |                  | ?                               | ?                   | 13 december                                                   | - |
| 1959        | Den keliga Birgitta                            |                  | ?                               | ?                   | 13 december                                                   | - |
| 1958        | Små aber för araber                            |                  | ?                               | ?                   | 13 december                                                   | - |
| 1957        | Science fission                                |                  | ?                               | ?                   | 13 december, omstart våren 1958                               | - |
| 1957        | Grisbibi                                       |                  | ?                               | ?                   | 13 december, omstart 23 mars 1957                             | - |
| 1955        | Pistoletto                                     |                  | ?                               | ?                   | 13 december                                                   | - |
| 1954        | Carmen                                         |                  | ?                               | ?                   | 13 december, omstart våren 1955                               | - |
| 1953        | Runa                                           |                  | ?                               | ?                   | 13 december                                                   | - |
| 1952        | Kung på lut                                    |                  | ?                               | ?                   | 13 december                                                   | - |
| 1951        | Stimsång och de Dilla                          |                  | ?                               | ?                   | 13 december                                                   | - |
| 1950        | Galia på det sluttande planet                  |                  | ?                               | ?                   | 13 december                                                   | - |
| 1949        | All världens expeditioner                      |                  | ?                               | ?                   | 13 december                                                   | - |
| 1948        | Bågjohanna                                     |                  | ?                               | ?                   | 13 december                                                   | - |
| 1947        | Baskervilles klockor                           |                  | ?                               | ?                   | 13 december                                                   | - |
| 1946        | Hamlet                                         |                  | ?                               | ?                   | 13 december                                                   | - |
| 1945        | De tre musketörerna                            |                  | ?                               | ?                   | 13 december                                                   | - |
| 1945        | Den bedragne Kadin                             |                  | ?                               | ?                   | 14 november                                                   | opera |
| 1945        | Mohrens sista suck                             |                  | ?                               | ?                   | 11 april, 30 april                                            | - |
| 1944        | Grodhembryour                                  |                  | ?                               | ?                   | 13 december                                                   | - |
| 1943        | Det är fult att luras                          |                  | ?                               | ?                   | 13 december                                                   | - |
| 1942        | Prinsessan Aquavit                             |                  | ?                               | ?                   | 13 december                                                   | - |
| 1941        | Buddha                                         |                  | ?                               | ?                   | 13 december                                                   | - |
| 1940        | Antonius och Cleopatra                         |                  | ?                               | ?                   | 13 december                                                   | - |
| 1938        | Trymskvida                                     |                  | ?                               | ?                   | 13 december                                                   | - |
| 1937        | Hercules                                       |                  | ?                               | ?                   | 13 december                                                   | |
| 1936        | Odysseus                                       |                  | ?                               | ?                   | 13 december                                                   | - |
| 1935        | Pajazzo                                        |                  | ?                               | ?                   | 13 december                                                   | - |
| 1934        | Engelbrekt och skattmasarna                    |                  | ?                               | ?                   | 14 december                                                   | - |
| 1933        | Mikrofonen är nyfiken och Vad menas med ångbåt | ?                | ?                               | ?                   | 13 december                                                   | bagateller |
| 1932        | Ah!                                            |                  | ?                               | ?                   | 13 december                                                   | - |
| 1931        | Columbus                                       |                  | ?                               | ?                   | 13 december                                                   | - |
| 1930        | Bland lustmördare och kleptomaner              |                  | ?                               | ?                   | 13 december                                                   | spexkabaret |
| 1930        | Dantes Inferno recentioris                     |                  | ?                               | ?                   | oktober                                                       | spextett |
| 1929        | No, no, Nobel eller Joking with Lucia          |                  | ?                               | ?                   | 13 december                                                   | - |
| 1928        | Efter oss ragnarrök                            |                  | ?                               | ?                   | 13 december                                                   | - |
| 1928        | Rosenrött och ultragredelint                   |                  | ?                               | ?                   | 4 april                                                       | revyspex |
| 1926        | Gudarnas flyttning                             |                  | ?                               | ?                   | 13 december                                                   | - |
| 1925        | Odysseus hemkomst                              |                  | ?                               | ?                   | 13 december                                                   | - |
| 1924        | Vetenskap och politik                          |                  | ?                               | ?                   | 13 december                                                   | - |
| 1924        | Opéra chimique                                 |                  | ?                               | ?                   | höst                                                          | - |
| 1923        | Ramlet                                         |                  | ?                               | ?                   | 13 december                                                   | - |
| 1922        | Schejkens dilemma                              |                  | ?                               | ?                   | 13 december                                                   | - |
| 1921        | En speldröm                                    |                  | ?                               | ?                   | 13 december                                                   | - |
| 1919        | En sensationsaffär av molekylära dimensioner   |                  | ?                               | ?                   | 13 december                                                   | - |
| 1915        | Faust                                          |                  | ?                               | ?                   | vår                                                           | - |
| 1913        | Opp och Hoppa                                  |                  | ?                               | ?                   | vår                                                           | Det första bekräftade spexet av Naturvetarna vid Stockholms universitet. |